# Jules Rens
Pour les articles homonymes, voir Rens.
Jules Joseph Ghislain Rens, né le 25 janvier 1856 à Grammont et décédé à Saint-Gilles (Bruxelles) le 11 décembre 1945  est homme politique libéral belge flamand.
Il fut avocat ; il fut élu député belge.

## Généalogie
- Il fut le fils de Louis (1817-1894) et Marie Louise Devroede (1827-1902).
- Il épousa Irma Gosseve en 1re noces et Emma Morre en 2e noces.

## sources
- Liberaal Archief